# Bongwater (gruppo musicale)
I Bongwater sono stati un gruppo di rock psichedelico, formato da Mark Kramer (conosciuto in arte come "Kramer") e Ann Magnuson nel 1985 e scioltosi nel 1992.
I primi incontri tra Kramer e Magnuson avvengono nel locale di quest'ultima, il Club 57, sito nel centro di New York. Nel 1987 il duo ingaggia Fred Frith per la registrazione dell'EP Breaking No New Ground!. Il disco contiene composizioni originali e alcune cover: Ride My See-Saw dei Moody Blues, Four Sticks dei Led Zeppelin e Julia dei Beatles.
Nel 1988 i Bongwater, sempre al Noise New York studios di Kramer, registrano il doppio LP Double Bummer, che vede la partecipazione del chitarrista Dave Rick (già con i Phantom Tollbooth) e del batterista David Licht (già con gli Shockabilly, gruppo in cui lo stesso Kramer era bassista e da cui riprenderà la propensione a reinterpretare vecchi classici). Anche questo disco contiene diverse cover: We Did It Again di Kevin Ayers, Rock and Roll, Pt. 2 di Gary Glitter, Just May Be the One dei Monkees, There You Go di Johnny Cash, Dazed & Chinese (una versione di Dazed and Confused cantata in cinese), Love You To dei Beatles, Reaganation di Tuli Kupferberg dei Fugs e Rain dei Beatles.
Il successivo Too Much Sleep (1989) mescola registrazioni lo-fi, frammenti di dialoghi, messaggi su segreterie telefoniche e materiale estratto dalla televisione. Le cover presenti nell'album sono The Drum degli Slapp Happy, Splash 1 dei 13th Floor Elevators e One So Black di Dogbowl.
Del 1991 è The Power of Pussy, che contiene alcuni tra i più importanti brani del gruppo (Nick Cave Dolls, Folk Song e The Power of Pussy), oltre ad un'altra serie di cover: Kisses Sweeter Than Wine dei Weavers, Bedazzled di Dudley Moore (dalla colonna sonora del film Il mio amico il diavolo) e What Kind of Man Reads Playboy?, tratta dall'album Bewitched, di Robert Fripp ed Andy Summers. Al disco segue un tour in Europa, in cui viene coinvolto il chitarrista Dogbowl.
Del 1992 è l'ultimo album, The Big Sell-Out, con le cover di Love Song (Liebeslied), tratta dalla Opera da tre soldi di Bertolt Brecht e Kurt Weill, ed Everybody's Talkin' di Fred Neil.
I rapporti tra Kramer e Magnuson sono ormai compromessi, tanto che allo scioglimento si accompagna una battaglia legale tra i due che condurrà al fallimento dell'etichetta Shimmy-Disc, di proprietà di Kramer. La Magnuson avvierà una carriera solista, pubblicando The Luv Show per l'etichetta Geffen nel 1995.

## Discografia
- 1987 - Breaking No New Ground! (EP, Shimmy Disc)
- 1988 - Double Bummer (Shimmy Disc)
- 1989 - Too Much Sleep (Instinct/Shimmy Disc)
- 1991 - The Power of Pussy (Shimmy Disc)
- 1992 - The Peel Session (EP, Dutch East India Trading)
- 1992 - The Big Sell-Out (Shimmy Disc)
- 1998 - Box of Bongwater (antologia, Shimmy Disc)